# سزیم پرکلرات
سزیم پرکلرات (به انگلیسی: Caesium perchlorate) با فرمول شیمیایی CsClO۴ یک ترکیب شیمیایی است. که جرم مولی آن ۲۳۲٫۳۶ g/mol می‌باشد. شکل ظاهری این ترکیب، بلور بی‌رنگ است.